# Стародівиче
Староді́виче (рос. Стародевичье, ерз. Стародевичье) — село у складі Єльниківського району Мордовії, Росія. Адміністративний центр Стародівиченського сільського поселення.
Населення — 758 осіб (2010; 844 у 2002).
Національний склад (станом на 2002 рік):
- росіяни — 85 %